# Allisson Ricardo
Allisson Ricardo (sinh ngày 30 tháng 1 năm 1988) là một cầu thủ bóng đá người Brasil.

## Sự nghiệp câu lạc bộ
Allisson Ricardo đã từng chơi cho Matsumoto Yamaga FC.

## Thống kê câu lạc bộ

### J.League
| Đội                 | Năm       | J.League | J.League | J.League Cup | J.League Cup | Tổng cộng | Tổng cộng |
| Đội                 | Năm       | Trận     | Bàn      | Trận         | Bàn          | Trận      | Bàn       |
| ------------------- | --------- | -------- | -------- | ------------ | ------------ | --------- | --------- |
| Matsumoto Yamaga FC | 2012      | 6        | 1        | -            | -            | 6         | 1         |
| Tổng cộng           | Tổng cộng | 6        | 1        | 0            | 0            | 6         | 1         |